# Rast
RAST är också en förkortning av Radio-allergo-sorbent-test, en metod för påvisning av IgE-antikroppar

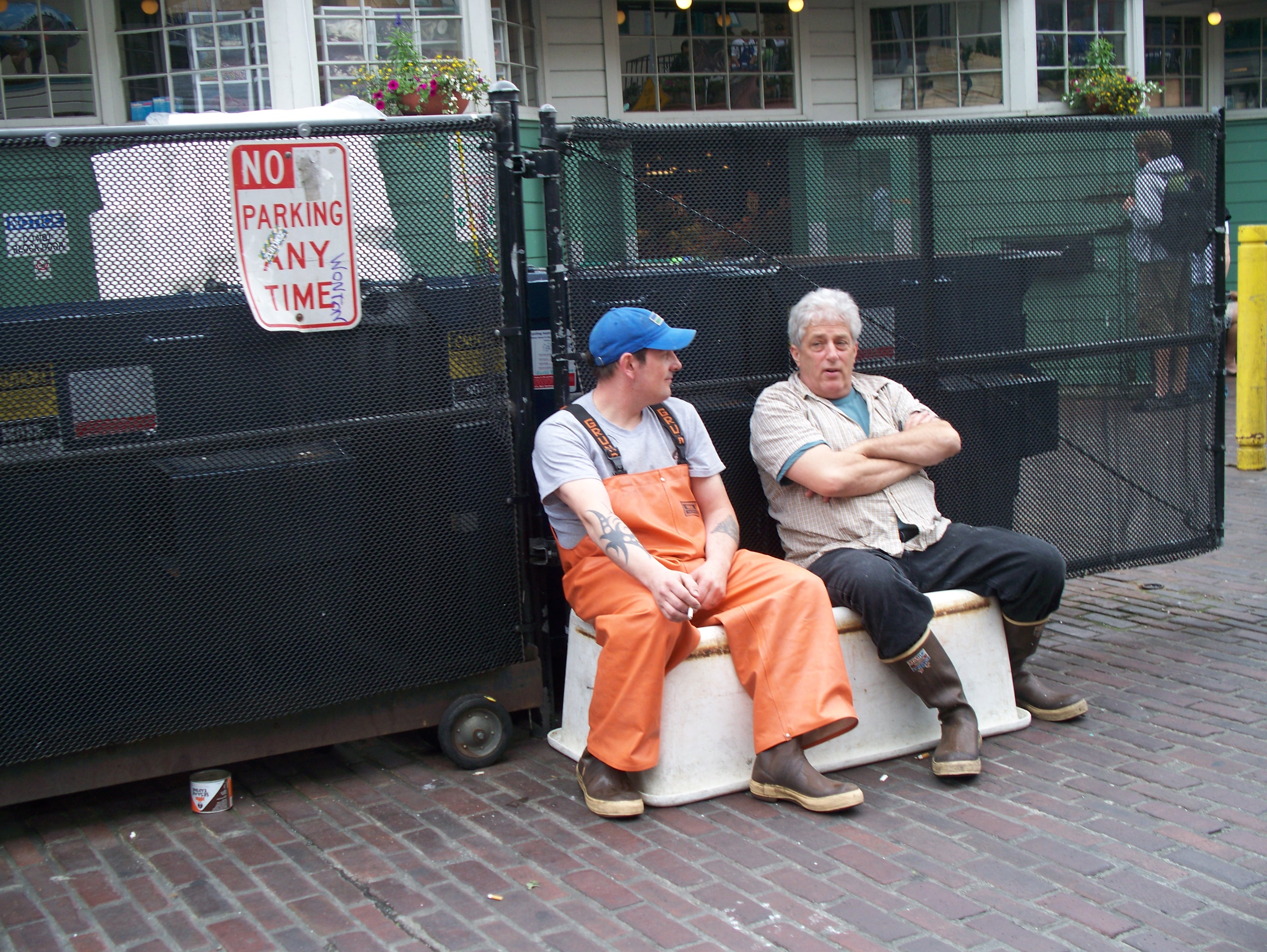
Två män tar rast från arbetet.

Arbetsrättsligt är rast i många länder ett obetalt uppehåll i arbetet, medan paus är ett kortare uppehåll på betald arbetstid. Lagstiftningar om arbetsrätt innehåller regler om raster, deras längd, förläggning med mera.
Det är skillnad på rast och paus, men de är båda viktiga för en bra arbetsmiljö. Med rast menas ett längre avbrott, till exempel en lunchrast. Under rasten får man fritt förfoga över sin tid och kan lämna arbetsplatsen. Rasten räknas inte som arbetstid.
Raster kan även tas på marscher och vandringar, inom svenska försvarsmakten ofta benämnt "rast, vila på stället".
Rast är ett gammalt nordiskt längdmått som anger ett visst stycke väg till lands och som utgjorde nära en halv svensk nymil, det vill säga icke fullt 5,35 km. 